# Johann Heinrich Walch
 Johann Heinrich Walch (* 21. November 1775 in Groß-Neuhausen; † 2. Oktober 1855 in Gotha) war ein deutscher Musiker, Komponist und Kapellmeister am Fürstenhof in Gotha. Er gilt als Reformator der Militärmusik des Sachsen-Gothaischen Militärs und ist Komponist zahlreicher Tänze und Märsche, die heutzutage vorwiegend in Schweden gespielt werden.

## Leben
Johann Heinrich Walch verlebte seine Jugend in Groß-Neuhausen, wo seine Mutter Marie als Dienerin des Grafen Johann Georg Heinrich von Werthern (1730–1790) im Schloss arbeitete. Sein Vater Heinrich war Soldat. Der Dorfschullehrer und der Pfarrer erkannten bald die Musikalität von Johann Heinrich und bildeten ihn zum Musiker aus. Schon bald spielte er in der Hofkapelle mit. Nach dem Tod des Grafen von Werthern wurde die Hofhaltung in Groß-Neuhausen aufgelöst. Johann Heinrich Walch wurde Soldat im Kurfürstlich-Sächsischen Leibgarde-Grenadier-Regiment in Dresden bis 1805. Dann erhielt er eine Anstellung als Waldhornist in der Hofkapelle des Herzogs August von Sachsen-Gotha und Altenburg. Herzog August schloss sich 1806 dem vom Kaiser der Franzosen, Napoleon I., gegründeten Militärbündnis, dem Rheinbund an und beauftragte seinen Kammermusiker Walch mit der Aufstellung eines Militärmusikkorps nach französischem Vorbild und Militärmärsche zu komponieren.
Zu seinen zwei berühmtesten Werken zählt einerseits der Pariser Einzugsmarsch (preußische Armeemarschsammlung II,38), welcher 1814 bei der Siegesparade der bayerischen, preußischen und sächsischen Kavallerieregimenter im Trabe erklang.
Das zweite auch heute noch sehr berühmte Werk ist sein Trauermarsch Nr.1, welcher lange Zeit Ludwig van Beethoven zugeschrieben wurde (WoO Anh. 13) und den Beinamen 'Beethovens Trauermarsch' trägt. Er wird alljährlichen am Remembrance Sunday am Londoner Kenotaph und wurde unter anderem bei den Begräbnissen von Edward VII., Philip, Duke of Edinburgh und Elizabeth II. gespielt.
Als Herzog August 1822 plötzlich starb, übernahm sein älterer Bruder Friedrich bis 1825 die Herrschaft und löste die Hofkapelle auf. Johann Heinrich Walch erhielt unbezahlten Urlaub und unternahm Konzertreisen nach Dänemark, Schweden und Russland. Seine Kompositionen wurden dort geschätzt und verkauften sich gut.
Mit dem Tode Herzog Friedrichs starb die Linie der Herzöge von Sachsen-Gotha-Altenburg aus; es folgte die Linie der Herzöge von Sachsen-Coburg und Gotha. Herzog Ernst I. ließ die berühmte Hofkapelle in Gotha neu erstehen und stellte Johann Heinrich Walch als Kammermusiker wieder ein. Walch diente noch bis 1845, dann zog er sich aus Altersgründen zurück, komponierte und unterrichtete bis zu seinem Tod 1855 begabte Schüler im Spiel des Klaviers, der Violine und des Waldhorns.
Seine erhaltene umfangreiche Korrespondenz mit Persönlichkeiten seiner Zeit zeigt, wie berühmt Johann Heinrich Walch damals war. In Deutschland ist er vergessen, in Schweden erklingen seine Reveille und sein Zapfenstreich täglich vor dem Stockholmer Schloss.

## Noten
- Beethovens Trauermarsch [von Johann Heinrich Walch] in: Münchener Lieblingsstücke für das Pianoforte. Band 19. Aibl, München 1846 (Digitalisat).
- Marsch des königlichen Garde-Schützen-Bataillons. Gröbenschütz und Seiler, Berlin [ca. 1810]. (Digitalisat).
- Acht militärische Märsche für das Cantonnement zu Coburg bestimmt. Gotha 1840 (Digitalisat).